# Dragaggio (astronomia)
In astronomia con dragaggio (in inglese dredge-up) ci si riferisce a un periodo dell'evoluzione di una stella nel quale la zona convettiva si estende in profondità fino a toccare gli strati in cui sono avvenute le reazioni di fusione. Di conseguenza i prodotti della fusione sono portati in superficie dai moti convettivi e appaiono nello spettro della stella.
Il primo dredge-up avviene quando una stella di sequenza principale entra nel ramo delle giganti rosse. Lo spettro della stella mostrerà traccia del processo di fusione dell'idrogeno: i rapporti 12C/13C e C/N diminuiranno e le abbondanze superficiali di litio e berillio possono ridursi.
Il secondo dredge-up avviene nelle stelle aventi una massa di 4 – 8 M☉ quando esse entrano nel ramo asintotico delle giganti. Quando l'elio si esaurisce nel nucleo stellare, le reazioni nucleari di fusione dell'elio avvengono in un guscio che circonda il nucleo inerte di carbonio, mentre la fusione dell'idrogeno avviene in un guscio che circonda quello di elio. Nelle stelle di media grandezza, inizialmente la massa di elio che circonda il nucleo inerte è tale da produrre molta energia e da espandersi, raffreddando ed estinguendo il soprastante guscio attivo di idrogeno. L'estinzione del guscio di idrogeno permette ai moti convettivi di penetrare fino a quasi il guscio di elio, mescolando i prodotti del ciclo CNO. 
Le conseguenze del secondo dredge up sono l'aumento delle abbondanze superficiali di 4He e 14N e una diminuzione di quelle di 12C e 16O.
Il terzo dredge-up avviene quando una stella appartenente al ramo asintotico delle giganti comincia a innescare delle pulsazioni termiche. Tali pulsazioni sono dovute al fatto che in questo stadio dell'evoluzione stellare il guscio di elio è per la maggior parte del tempo molto fine e quiescente. Periodicamente, tuttavia, il guscio di idrogeno soprastante fornisce al guscio di elio sufficiente materiale da innescare il flash dell'elio. Tale flash produce una grande quantità di energia che lo fa espandere e creare sopra di sé una zona convettiva che estingue il guscio attivo di idrogeno. Ciò permette ai moti convettivi dell'inviluppo esterno della stella di penetrare in profondità fino al guscio attivo di elio. Questo dredge-up porta l'elio, il carbonio e i prodotti del processo S in superficie. Di conseguenza l'abbondanza del carbonio rispetto all'ossigeno aumenta e l'astro può diventare una stella al carbonio. La fusione dell'elio dura pochi anni, dopo di che si arresta e il guscio di elio torna a contrarsi permettendo al guscio di idrogeno di riformarsi. Nondimeno, nel giro di qualche centinaio di anni, avverrà un nuovo flash dell'elio che farà ricominciare il ciclo, dando il via a un nuovo episodio di dredge-up.
Nelle stelle con massa superiore a 5 M⊙ il terzo dredge-up ha effetti differenti. Esse infatti sviluppano temperature del nucleo tali da innescare la fusione dell'idrogeno alla base dell'inviluppo convettivo durante gli impulsi termici.  Questo fenomeno è definito in inglese Hot Burning Bottom (HBB), letteralmente fondo caldo che brucia. Questo ha come conseguenza che il dredge-up fa affiorare materiali differenti rispetto a quelli delle stelle con massa inferiore. Si tratta essenzialmente dei materiali prodotti nella fusione dell'idrogeno nell'HBB. In particolare si tratta di 14N ma anche di 7Li, 23Na, 25,26Mg. L'effetto è che la stella non diventa una stella al carbonio durante la fase finale di permanenza nel ramo asintotico, ma una stella in cui è l'azoto a dominare nella sua superficie stellare.
La nomenclatura dei dredge-up non fa riferimento a una sequenza temporale fra gli stessi, ma solo a caratteristiche evolutive e strutturali delle stelle. Ad esempio, una stella di massa media può andare incontro al primo e al terzo dredge-up, ma non al secondo.